# エイスク軍用機墜落事故
エイスク軍用機墜落事故（エイスクぐんようきついらくじこ）は、2022年10月17日の夜にロシア連邦クラスノダール地方のエイスクにおいてロシア軍所属の軍用機が墜落し、アパートに激突した事故。
軍用機が墜落する際に巨大な火の玉が目撃され、9階建てのアパートが炎上した。

## 背景
墜落事故は2022年ロシアのウクライナ侵攻下で発生し、Su-34はロシアがウクライナとの戦争で使用していた。同時に、ジャーナリストはエイスクがウクライナに近い（マリウポリから60キロメートル、バフムートから200キロメートル）ことに言及している。しかし、エイスクの空軍基地からの爆撃機の使用に関するオープンソースの情報は存在しなかった。
また、859th Center for Combat Use and Retraining of the Flight Personnel of the Naval Aviation of the Navyはエイスクにあるが、ジャーナリストはSu-34がロシア海軍で使用されておらず、オープンソースにおいて過去に海軍の航空機でパイロットが訓練されていたことが報告されていなかったと指摘したものの、エイスクの訓練施設が他の軍のパイロットの訓練にも使われたとも指摘している。

## 事故
ロシア国防省は、Su-34が訓練飛行のために上昇中に墜落したと発表した。パイロットは脱出し、墜落の原因は離陸中にエンジンの一つが発火したことであると報告した。国防省は、墜落現場で燃料が炎上していると発言した。
Su-34がアパートに激突したという情報はロシア民間防衛問題・非常事態・自然災害復旧省により18時25分にもたらされ、事故はKrasnaya (Red) StreetとKommunisticheskaya (Communist) Streetの交差点で発生した。

## 火災
当局によると、火災により少なくとも17人の住民が死亡し、45のアパートが損傷した。

## 被害者
墜落事故の発生から最初の数時間は、火勢が強く爆発の危険性があったために、エイスク当局が調査出来ず、被害者に関する正確な情報が存在しなかった。
判明している限りでは、15人が死亡、19人が負傷した。家族は、クラスノダールとエイスクの心理学者の支援を受けている。

## 調査
According to the Telegram channel of the Investigative Committee of Russia, a criminal case has been opened on the fact of the crash of the Su-34 aircraft in Yeysk. The department noted that criminologists of the central office of the department were sent to the scene of the incident, the circumstances and causes of the incident are being established.